# FoxTown Outlet Factory Stores

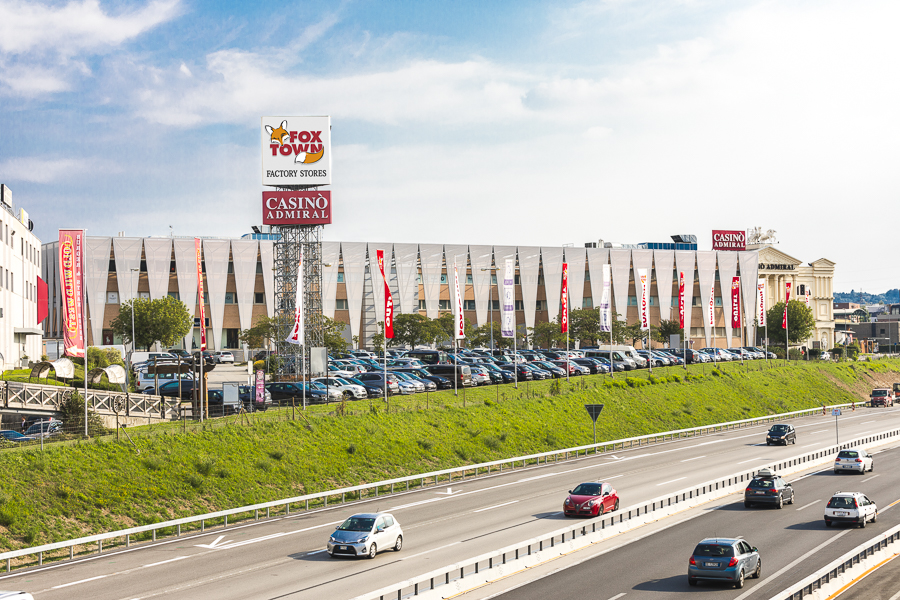
La struttura di FoxTown Factory Stores vista dall'esterno.

FoxTown Factory Stores è un grande outlet situato a Mendrisio, nel Canton Ticino (Svizzera), a 15 km da Lugano e a 50 km da Milano. La sua struttura, che si trova quindi nei pressi del confine italo-svizzero, comprende oggi 160 negozi e si estende per 30.000 m². Le categorie merceologiche coinvolte sono abbigliamento uomo/donna/bambino, accessori uomo/donna/bambino, gioielleria e prodotti per la casa.

## Storia
Il centro, inaugurato il 4 novembre del 1995 su una superficie di 10.000 m², si contende il titolo di primo outlet "italiano" con quello realizzato a Saronno (Varese), nello stesso anno, dalla Fifty Outlet Group.
L'espansione dell'attività porta, negli anni, non solo all'ampliamento degli spazi, ma anche al completamento di un organico che, al 2017, conta quasi 1300 dipendenti.

## Proprietà
FoxTown Factory Stores è un'azienda del Gruppo Tarchini, controllato da Silvio Tarchini, imprenditore ticinese attivo nel settore degli immobili industriali dagli anni Settanta.

## Legami con lo sport
Negli anni, FoxTown - come è conosciuto dai più - supporta molte squadre sportive di prima fascia, tra cui la Pallacanestro Cantù (che, nella stagione 2014-15, nelle competizioni europee, prende il nome di "FoxTown Cantù"), l'Hockey Club Lugano e l'FC Mendrisio.